# Dean Barton-Smith
Dean Barton-Smith, född 1 november 1967, är en australisk friidrottare. Han deltog vid olympiska sommarspelen 1992.